# Baloncesto Femenino Aragón
El Basket Antiguo Boscos-Baloncesto Femenino Aragón fue un club de baloncesto femenino español que militó durante dos temporadas en la Liga Femenina 2.

## Historia
Tras la victoria del Club Baloncesto Almozara de Primera Nacional Femenina Aragonesa en la temporada 2014/2015, se decide crear un equipo aragonés que compita en la categoría de plata del baloncesto femenino nacional formado con jugadoras aragonesas en edad de formación. Para tal efecto, Club Básquet Boscos aportó su ayuda en tareas administrativas y financieras.
El 10 de julio de 2017, el club decide darse de baja de la competición a causa de los problemas económicos para poder afrontar el siguiente curso.

## Historial
| Temporada | Cat. | Division        | Pos. Grupo | Pos. Final |
| --------- | ---- | --------------- | ---------- | ---------- |
| 2015/16   | 2    | Liga Femenina 2 | 12º        | 24º        |
| 2016/17   | 2    | Liga Femenina 2 | 8º         | 15º        |

## Instalaciones
Sus partidos los disputó en la pista auxiliar del Pabellón Siglo XXI, en el zaragozano barrio del Actur. En su primera temporada en la división de plata del baloncesto femenino jugó como local en el Centro Deportivo Municipal Salduba.